# Deadache USA Tour 2008
A Deadache USA Tour 2008, a finn Lordi együttes koncertturnéja, amely 2008. november 7., és 2007. november 24. között zajlott le, az Amerikai Egyesült Államok területén. 17 nap alatt, 11 koncertre került sor. A zenekar azután indult el a koncertkörútra, miután kiadták negyedik soralbumukat, a Deadache-t, amely 2008. október 27-én került a boltokba.
A zenekar fellépett, Conan O’Brian műsorában is.

## A zenekar felállása
- Mr. Lordi – ének, színpadi show
- Amen – gitár, háttérének, színpadi show
- Ox – basszusgitár, háttérének, színpadi show
- Awa – billentyűs hangszerek, háttérének, színpadi show
- Kita – dob, háttérének, színpadi show

## Koncertek
1. November 7. – Houston, Texas
2. November 8. – Dallas, Texas
3. November 9. – San Antonio, Texas
4. November 12. – Las Vegas, Nevada
5. November 13. – San Diego, Kalifornia
6. November 16. – Pomona, Kalifornia
7. November 17. – Nyugat-Hollywood, Kalifornia
8. November 20. – Engelwood, Colorado
9. November 22. – Chicago, Illinois
10. November 23. – Cleveland, Ohio
11. November 24. – New York, New York[1]